# Берг, Ник
Николас Эван Берг (2 апреля 1978 — 7 мая 2004) — американский бизнесмен и путешественник, отправившийся в Ирак после вторжения США в Ирак. Он был похищен и обезглавлен исламистскими боевиками в ответ на пытки заключённых в тюрьме Абу-Грейб. ЦРУ заявило, что Берг был убит Абу Мусабом аз-Заркави. Видео с обезглавливанием было размещено в Интернете на сайте исламистской организации «Джамаат ат-Таухид валь-Джихад».

## Биография
Берг родился в Шарлотте, Северная Каролина, и вырос в городке Уэст-Уайтленд, округ Честер, штат Пенсильвания, пригороде Филадельфии.
Берг окончил среднюю школу Хендерсона в Уэст-Честере в 1996 году. В 1996 году он был студентом Корнельского университета, но позже бросил учебу.
Он брал уроки в Университете Дрекселя в 1998 году, а в 1999 году посещал летние занятия в кампусе Пенсильванского университета. В какой-то момент Берг посещал занятия в Университете Оклахомы в Нормане. Он так и не получил высшего образования.
В 2002 году с членами семьи создали службу Prometheus Methods Tower. Он осматривал и восстанавливал антенны связи и ранее посещал Кению и Уганду по аналогичным проектам. Берг основал дочернюю компанию своей компании Prometheus Tower Services, Inc. в Кении.

### Поездки и содержание под стражей
Берг впервые прибыл в Ирак 21 декабря 2003 году и договорился о заключении контракта со своей компанией. Он также отправился в северный город Мосул, навестив иракца, чей брат был женат на покойной тете Берга. Уехав 1 февраля 2004 года, он вернулся в Ирак 14 марта 2004 года но обнаружил, что обещанная ему работа недоступна. На протяжении всего своего пребывания в Ираке он поддерживал частые контакты со своей семьей в Соединенных Штатах. по телефону и электронной почте.
Берг намеревался вернуться в США 30 марта 2004 года, но 24 марта был задержан в Мосуле. Его семья утверждает, что он был передан официальным лицам США и содержался под стражей в течение 13 дней без доступа к адвокату. Агенты ФБР посетили его родителей, чтобы подтвердить его личность, 31 марта 2004 года, но его не сразу освободили. он был освобожден из-под стражи. Он сказал, что не подвергался жестокому обращению во время заключения. США утверждают, что Берг никогда не находился под стражей коалиции, а скорее находился под стражей иракских сил. Полиция Мосула отрицает, что когда-либо арестовывала Берга, и семья Берга передала электронное письмо от консула США, в котором говорилось: «Я подтвердил, что ваш сын Ник задержан американскими военными в Мосуле». Press, Берг был освобожден из-под стражи 6 апреля 2004 года, и официальные лица США посоветовали ему вылететь из Ирака с их помощью. Говорят, что Берг отказался от этого предложения и отправился в Багдад, где остановился в отеле «Аль-Фанар». Последний раз его семья получала от него известия 9 апреля 2004 года. Последний раз Берг контактировал с официальными лицами США 10 апреля 2004 года и после этой даты больше не возвращался в свой отель. У него брали интервью для фильма режиссера Майкла Мура «Фаренгейт 9/11». Мур решил не использовать запись своего интервью с Бергом, а вместо этого поделился ими с семьей Берга.

### Исчезновение
Семья Берга забеспокоилась, не получив от него вестей в течение нескольких дней. Хотя следователь Госдепартамента США расследовал исчезновение Берга, официальное правительственное расследование не дало никаких зацепок. Его семья, разочарованная тем, что, по их словам, было бездействием со стороны правительства США, также наняла частного детектива и связалась как со своей делегацией в Конгрессе, так и с Красным Крестом в поисках информации.
По данным The Guardian, неясно, как Берга похитили.

### Смерть
Фотография молодого человека с бородой и отросшими волосами, одетого в оранжевое, сидящего на полу, а над ним стоят пятеро мужчин. Мужчины носят черное, лицевые маски, маски и военные жилеты. Мужчина в центре держит табличку с нечитаемым текстом. Фото очень размытое.
Ник Берг сидит, над ним стоят пять мужчин. Человек, стоящий прямо за ним, как говорят, Абу Мусаб аз-Заркави, обезглавил Берга.
Тело Берга было найдено обезглавленным 8 мая 2004 года на эстакаде Багдада военным патрулем США. Семье Берга сообщили о его смерти два дня спустя. Военные источники в то время публично заявили, что на теле Берга были «признаки травмы», но не сообщили, что он был обезглавлен.
11 мая 2004 года  на веб-сайте форума воинствующих джихадистов Мунтада аль-Ансар было размещено видео под названием «Абу Мусаб аз-Заркави убивает американца». Видео длится около пяти с половиной минут. На видео Ник Берг сидит лицом к камере, а его похитители стоят позади него и также смотрят в камеру. Берг одет в оранжевый комбинезон, похожий на те, что носят заключенные, находящиеся под стражей в США. Все его похитители в масках, их личности скрыты. Он рассказывает о себе: «Меня зовут Ник Берг, моего отца зовут Майкл, мою мать зовут Сюзанна. У меня есть брат и сестра, Дэвид и Сара. Я живу в Уэст-Честере, штат Пенсильвания, недалеко от Филадельфии». Длинное заявление зачитывается вслух. Затем люди в масках сходятся к Бергу. Двое из них удерживают его, а один обезглавливает ножом.

#### Убийцы
В названии видео утверждается, что обезглавливателем был Абу Мусаб аз-Заркави, но это невозможно определить, так как все мужчины в масках. Берг кричит, когда люди в масках кричат «Аллах Акбар». После того, как голова отрублена, один из мужчин показывает её на камеру, а затем кладет её на обезглавленное тело. Во время видео мужчина в маске, читающий заявление, сказал, что убийство было совершено в отместку за пытки заключённых в тюрьме Абу-Грейб. Этот человек говорит, что мусульмане должны отомстить за Абу-Грейб. Этот человек также угрожает новым убийством и делает конкретные угрозы президенту США Джорджу Бушу-младшему и президенту Пакистана Первезу Мушаррафу.
СМИ в США и во всем мире задались вопросом, сколько шок-контента показать. Газета Dallas Morning News показала изображение, на котором убийца держит отрубленную голову Берга, а Seattle Times показала только изображение убийцы. Британская газета The Independent призвала к сдержанности, заявив, что видео носит пропагандистский характер, а публикация изображений из него «играет на руку» террористам.

#### Реакции
Убийство Берга было осуждено Лигой арабских государств и Организацией Объединённых Наций, а также Саудовской Аравией, Иорданией, ОАЭ и «Хезболлой». Многие другие представители мусульманского мира также осудили это убийство, а журналист Би-би-си Пол Вуд обнаружил, что «арабская улица» осудила убийство Берга, расценив его как противоречащее исламу и расценив его как реакцию на действия США.

#### Аресты и признания
14 мая 2004 года со ссылкой на «иракские источники» Sky News сообщил, что четыре человека были арестованы по обвинению в убийстве Берга. Двое были позже освобождены. 5 июля 2004 года Sky News сообщил, что четверо мужчин были арестованы в связи с обезглавливанием Ника Берга. Подозреваемые, арестованные по делу об убийстве Берга, были бывшими членами военизированной группировки «Федаин Саддам».
5 августа 2004 года Le Nouvel Observateur опубликовал очерк Сары Даниэль, в котором подробно описывалась её встреча с неким Абу Рашидом, лидером Совета моджахедов в Эль-Фаллудже. Он утверждает, что убил Ника Берга, Ким Сун Ира и иракцев, сотрудничавших с американскими войсками. Он также заявляет, что они пытались обменять Берга и получили отказ от официальных лиц США.